# Alpenländische Metallwerke Bühl
Die Alpenländischen Metallwerke Bühl waren eine Glockengießerei in der Tiroler Gemeinde Bad Häring (Bis 1965 Häring). 

## Geschichte
Glocken wurden in der Glockengießerei Bühl seit 1949 gegossen. Es wurden ausschließlich Bronzeglocken hergestellt. 1970 wurde der Glockenguss wegen mangelnder Nachfrage eingestellt. Bis dahin waren etwa 250–300 Glocken gegossen worden. Die größte Glocke läutet in Kirchbichl, Glocke 1 (a0), 1950 gegossen. Aber auch weitere drei Glocken wurden für diese Pfarrkirche gegossen.
Die Gießerei wurde im Jahre 1990 von den Söhnen des bisherigen Eigentümers Kurt Bühl, Gunter und Helfried Bühl als geschäftsführende Gesellschafter zu gleichen Teilen übernommen. 2000 wurde Gunter Bühl erschossen aufgefunden. Im Jahr 2003 wurde die Gießerei mit zuletzt drei Standorten in Schwoich, Bad Häring und Klagenfurt insolvent und im Jahr 2004 von Josef Stiegler übernommen. Die Gießerei wird heute als MWS (Metallwerke Stiegler) Aluguss GmbH weiterbetrieben, der Standort Bad Häring wurde jedoch 2004 geschlossen.